# 石田パトリシア
石田 パトリシア（いしだ パトリシア、1994年12月15日 - ）は、千葉県出身の女優。ミッシングピース所属。

## 人物
父はペルー人。
身長162cm。
特技は英語、トレイルランニング。
日本ソムリエ協会（JSA）認定ワインソムリエの資格を持つ。

## 出演作品

### テレビドラマ
- 土曜ドラマ / 学校のカイダン（2015年、日本テレビ） - 堂元亜実
- 火曜ドラマ / ホテルコンシェルジュ（2015年、TBS） - 守山麻里
- でも、結婚したいっ! 〜BL漫画家のこじらせ婚活記〜（2017年、関西テレビ・フジテレビ）
- 土曜ナイトドラマ / おっさんずラブ 第7話（2018年、テレビ朝日）
- 相棒SEASON23 第10話（2025年、テレビ朝日） - 浅田友莉亜
- スティンガース 警視庁おとり捜査検証室 第5話（2025年8月19日、フジテレビ） - カフェで勧誘する信者 役[2]

### 映画
- 笑う招き猫（2017年、DLE）
- 累-かさね-（2018年、東宝）
- 夜のまにまに（2024年）
- 短編映画（2024年）
  - たたら - 永瀬環
  - Icecream!!!
  - Inferno

### 舞台
- the CiRCLe（2012年、青山円形劇場）
- （2012年、ストレイドッグプロモーション）
- ダンスレボリューション（2012年）
- 獅子（2014年、PROPAGANDA STAGE）
- 僕らの深夜高速（2014年、劇団TEAM-ODAC）
- 居酒屋お夏（2015年、三越劇場）
- 幻の城〜戦国の美しき狂気〜（2015年、EXシアター六本木 ）
- H12（2016年、ヒコバエ×プロジェクト）

### CM
- 楽天モバイル
- 味の素 アミノバイタル

### その他
- アカプルコチェアブランド「COMOSOY」コンセプトムービー（2023年） - モデル、ナレーション
- ライフスタイルブランド「LOVST TOKYO」公式ECサイト・SNSスチール（2023年） - モデル